# 복숭아 꽃잎
《복숭아 꽃잎》(桃ノ花ビラ 모모노하나비라[*])는 오오츠카 아이가 2003년 9월 10일에 발매한 데뷔 싱글이다.
 타이틀 곡인 〈桃ノ花ビラ(복숭아 꽃잎)〉는 NTV가 2003년에 방송한 드라마 《수박》의 주제가로 사용됐다.

## 수록곡

### CD
1. 桃ノ花ビラ(모모노 하나비라, 복숭아의 꽃잎) - 日本テレビ系土曜ドラマ『すいか』主題歌
2. 向日葵(히마와리, 해바라기)
3. 桃ノ花ビラ(Instrumental)
4. 向日葵(Instrumental)

### DVD
1. 桃ノ花ビラ プロモーションビデオ(프로모션비디오, 뮤직비디오)
2. メイキング映像(메이킹 영상)

## 수록 음반
- single 桃ノ花ビラ (1번 트랙)
- album LOVE PUNCH (2번 트랙)
- best album 愛 am BEST (1번 트랙)